# Пловдив (стадион)
Стадион «Пловдив» (болг. Стадион Пловдив), также известный как Стадион 9 сентября (болг. 9-ти Септември) — крупнейший спортивный стадион в Болгарии вместимостью 55 тысяч человек.

## Краткая история
Был построен и открыт в 1950 году. Вместимость стадиона тогда составляла 30 тысяч сидячих мест. В 1962 году стадион был реконструирован: обновлены секторы А, Б и Г. Вместимость выросла о 42 тысяч человек, также установили четыре башни с прожекторами для освещения. В 1991 году был отреставрирован сектор В, а башни с прожекторами были демонтированы и проданы в Польшу. К сожалению, реконстркуция стадиона была остановлена ввиду отсутствия средств на таковую.
На стадионе играли команды «Ботев» и «Локомотив» из города. Также сюда приезжали игроки клубов «Реал Сарагоса», «Црвена Звезда», «Барселона», «Бавария», «Осер», «Ювентус», «Лацио» и других команд. В 1991 году на стадионе прошёл чемпионат Европы по лёгкой атлетике среди юниоров. С 1996 года на стадионе не проводятся крупные мероприятия, разрешено играть только юношеским командам (стадион на данный момент не отвечает всем требованиям УЕФА). Первый концерт на стадионе дала боснийская певица Лепа Брена, а последним крупным мероприятием был концерт рок-группы Metallica в 1999 году.